# Biberach (Heilbronn)
Biberach ist ein Stadtteil von Heilbronn im Norden Baden-Württembergs und hat rund 5200 Einwohner.

## Geschichte

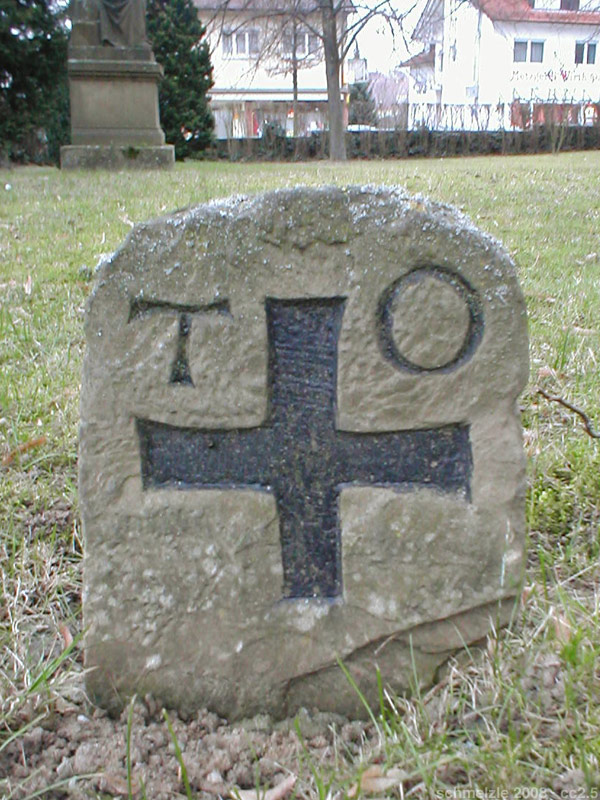
Grenzstein des Deutschen Ordens in Biberach, der hier ab 1532 Besitz hatte

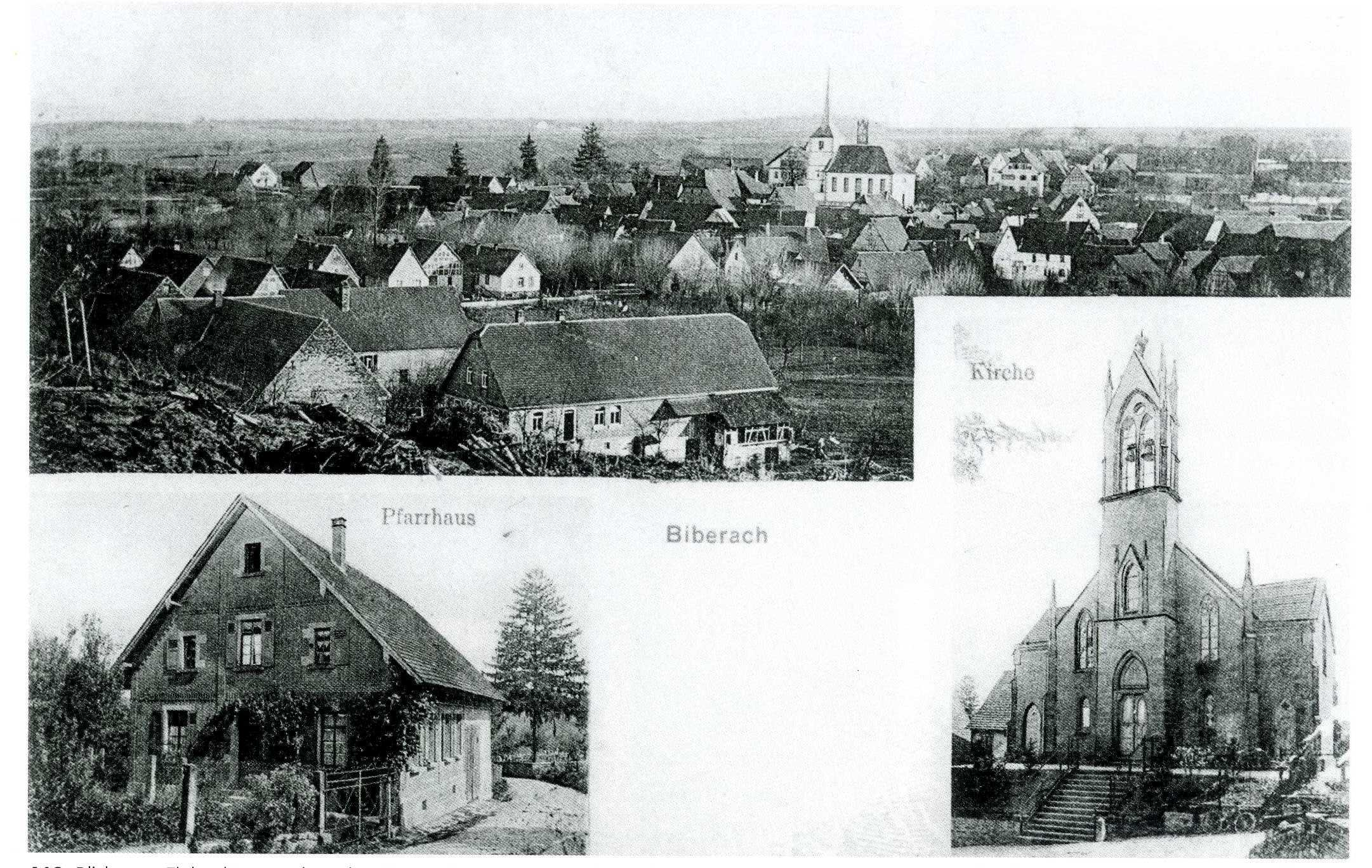
Heilbronn-Biberach Postkarte von 1900

Erstmals urkundlich erwähnt wurde Biberach am 25. Juli 767 in einer Urkunde des Lorscher Codex. Neben Biberach werden in dieser Schenkung des fränkischen Adligen Witroz und seiner Frau mit Böckingen, Frankenbach und Schluchtern noch drei weitere Orte aus der Umgebung genannt. Darüber hinaus enthält der Lorscher Codex drei weitere Eintragungen, die auf den Ort Biberach hinweisen: Im Jahr 782 ist dabei nicht von Biberach selbst die Rede, sondern vom Dorf Böllingen, das am Fluss Biberaha lag und heute nicht mehr existiert. (Siehe bei Neckargartach, ein Überrest ist der zu diesem gehörige Böllinger Hof.) Der heute hier Böllinger Bach genannte und weiter aufwärts insgesamt drei weitere Namen führende Fluss wurde lange als Biberach bezeichnet und war eponym für den Biberachgau.
Bis ins 13. Jahrhundert war Biberach teilweise königliches Reichsgut, außerdem hatten das Stift Wimpfen und das Heiliggeistspital Wimpfen Besitz. 1298 verlieh König Adolf von Nassau das Reichsgut an Konrad von Weinsberg für dessen Heereserfolge. Über die Herren von Heimberg 1403 erwarb 1407 die Stadt Wimpfen den Ort. 1532 erwarb der Deutsche Orden eine Hofanlage in Biberach. Über das mittelalterliche Siedlungsbild ist wenig bekannt, die früh bezeugte Kirche, die 1516 urkundlich belegte Mühle und die verschiedenen schon im Mittelalter bezeugten Höfe liegen lose verteilt. Der Ort wurde mit der Reichsstadt Wimpfen protestantisch; weil der Deutsche Orden Einfluss behielt, gab es jedoch auch nach der Reformation weiterhin eine bedeutende katholische Gemeinde.

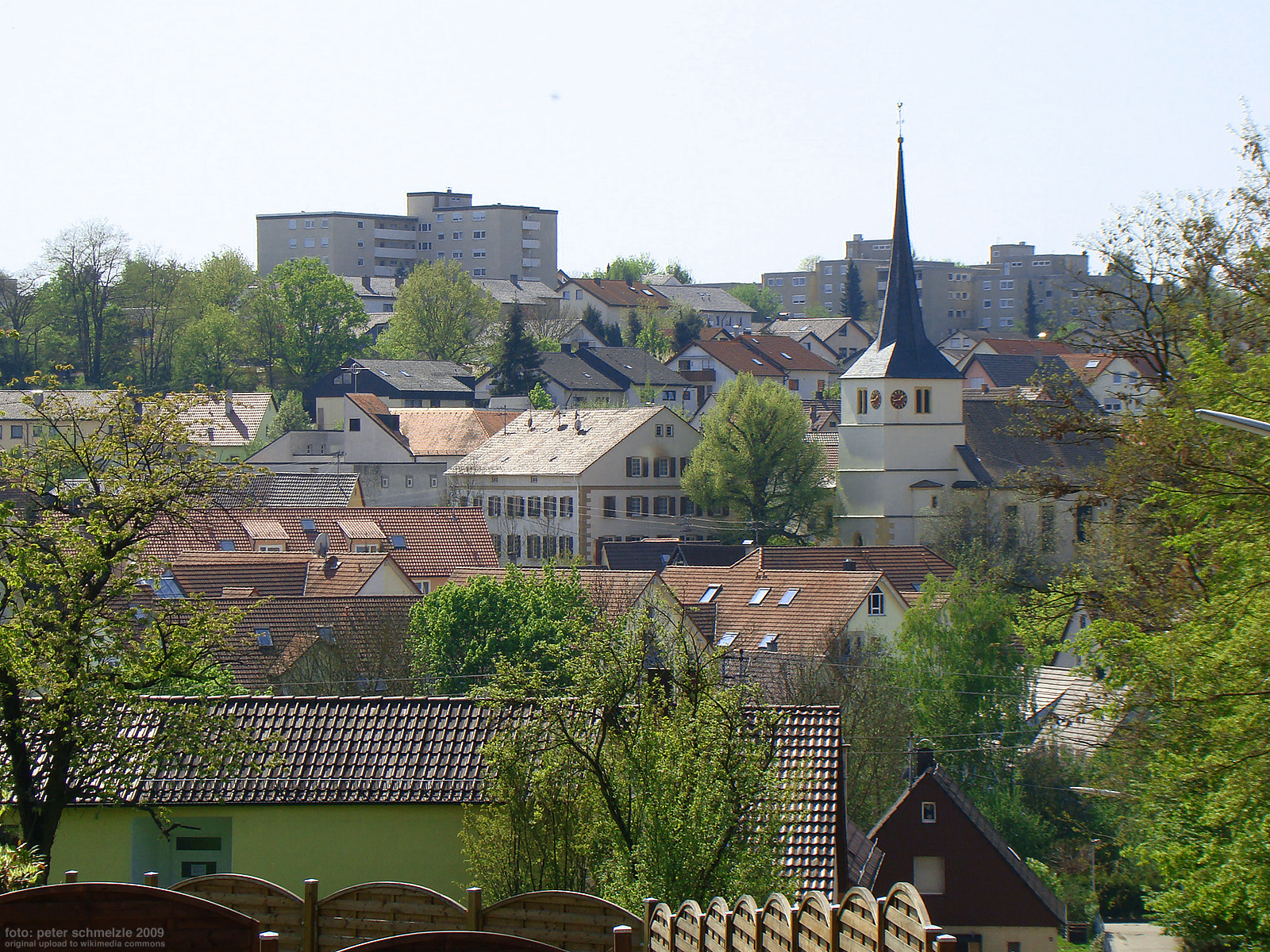
Blick von der Bibersteige über die Ortsmitte von Biberach

Im Dreißigjährigen Krieg wurde Biberach mehrfach überfallen, geplündert und niedergebrannt, so auch im Umfeld der Schlacht bei Wimpfen 1622.
Im Jahr 1637 war das Dorf völlig entvölkert. Die Stadt Wimpfen verkaufte den fast brachliegenden Ort 1650 an den französischen Generalmajor Thomas von Klug, der dort mit seiner Familie lebte und auch Juden in Biberach aufnahm. Die Majorswitwe Maria von Klug führte nach dem Tode ihres Gatten für einige Jahre ein ausgelassenes Leben, bevor 1681 der Deutsche Orden den Ort erwarb. Im Pfälzischen Erbfolgekrieg 1688 wurde der Ort abermals zerstört, 1707 kam es im Spanischen Erbfolgekrieg erneut zu Kriegshandlungen um Biberach.
Der Deutsche Orden siedelte nach 1681 zwar einige weitere Juden an, diese erlitten jedoch bei den kriegerischen Handlungen jener Zeit Vermögensverluste und wurden wegen ihrer schlechten Vermögensverhältnisse ab 1726 ausgewiesen. Eine erneute Aufnahme von Juden lehnte der Orden 1743 ab. Unter dem Deutschen Orten zählte Biberach im Rahmen der Deutschordensballei Franken zunächst zur Kommende Horneck, später zum Amt Kirchhausen. Der katholische Deutsche Orden begünstigte den katholischen Teil der Bevölkerung und siedelte bevorzugt Katholiken an.

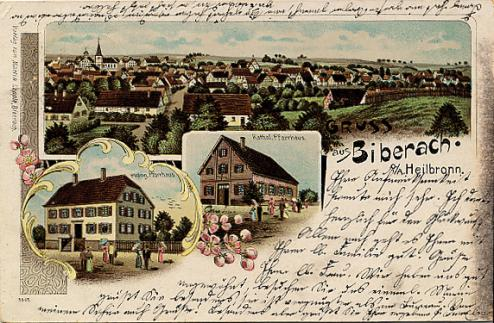
Biberach um 1900

1806 geriet Biberach infolge der Mediatisierung als selbstständiges Dorf an Württemberg, wo es zum Oberamt Heilbronn zählte. 1840 wurden 1305 Einwohner gezählt; dieser Einwohnerstand änderte sich in den folgenden 100 Jahren nur sehr gering. Das Bevölkerungswachstum stagnierte insbesondere wegen starker Auswanderung, von 1850 bis 1950 verlor Biberach durch sie 259 Personen. 1950 hatte Biberach 1734 Einwohner. Die großflächigen Neubaugebiete, die den historischen Ortskern umgeben, entstanden beginnend mit dem Wohngebiet Maustal ab den 1960er Jahren. In jener Zeit veränderte sich auch die Struktur des Ortes von einer landwirtschaftlichen zu einer Pendlerwohnsiedlung für die nahe Stadt Heilbronn, wodurch sich die Einwohnerzahl verdoppelte.
Am 1. Januar 1974 wurde Biberach nach Heilbronn eingemeindet. Noch im selben Jahr wurde ein neues Dienstleistungszentrum am Ratsplatz eingeweiht. Damals hatte Biberach rund 3400 Einwohner und eine Gemarkungsfläche von 1058 Hektar. Danach entstanden weitere große Neubaugebiete, darunter das Neubaugebiet „Kehrhütte“ auf dem Gelände der früheren Ziegelei. Die 1979 begonnene und inzwischen rund 100 Hektar große Industrieansiedlung an den nahen Böllinger Höfen auf der Gemarkung des Heilbronner Ortsteils Neckargartach ließ weitere Pendler in Biberach Wohnung nehmen.

## Wappen
Das Biberacher Wappen zeigt einen aufgerichteten Biber und ist damit ein redendes Wappen. Die älteste Darstellung geht auf das Jahr 1712 zurück, damals noch mit dem Kreuz des Deutschen Ordens, so auch auf dem Wappen des Dorfbrunnens aus dem 18. Jahrhundert abgebildet. Nach dem Ende des Ordens 1805 verzichtete man auf das Kreuz. Im 19. Jahrhundert finden sich vereinzelt auch Darstellungen eines Bibers mit Krone, die sich später wieder verliert.

## Bauwerke und Kulturdenkmäler

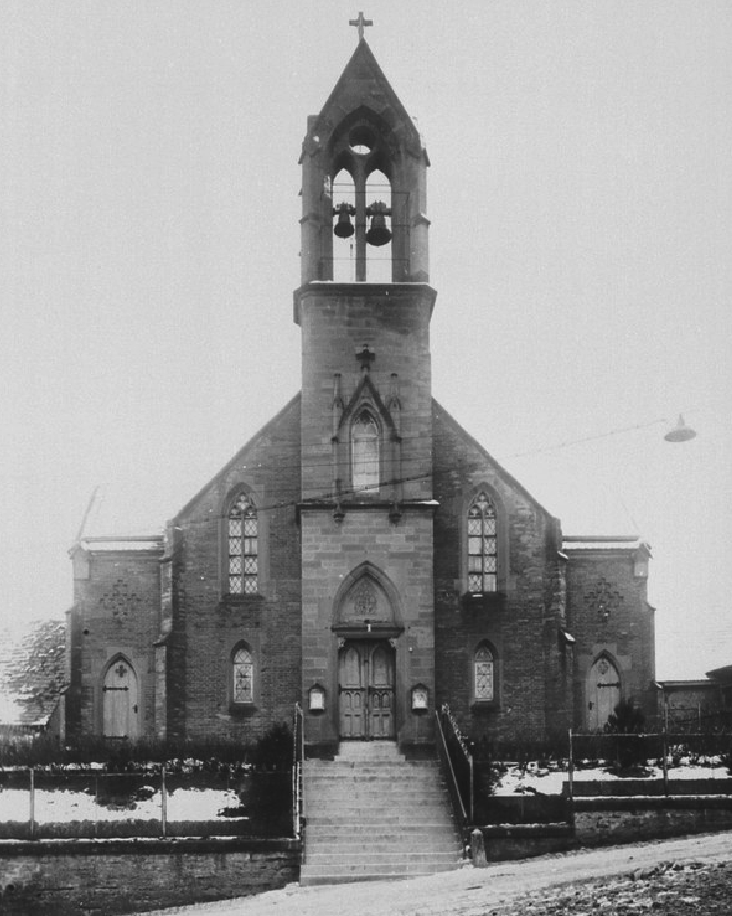
Katholische Pfarrkirche St. Cornelius und Cyprian in Heilbronn-Biberach, Entwurf Christian Friedrich von Leins (1814–1892) württembergischer Hofbaumeister, Einweihung 11. Oktober 1863, Abbruch 1984.

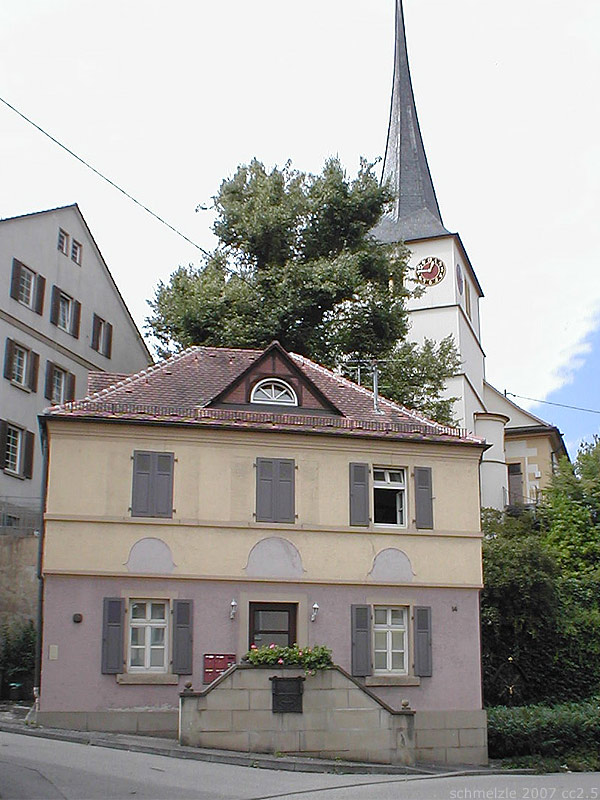
Backhaus (1841) vor evangelischer Kirche & alter Schule (jetzige Bücherei)

- Die Evangelische Pfarrkirche St. Cornelius und Cyprian und die Katholische Pfarrkirche St. Cornelius und Cyprian stehen nahe beisammen in der Ortsmitte von Biberach. Die evangelische geht auf eine bereits im Mittelalter bestehendes Gotteshaus zurück, das zeitweilig Simultankirche war, und wurde in ihrer heutigen Gestalt 1830 errichtet. Nach einer Sanierung erfolgte die Wiedereinweihung am Pfingstsonntag 30. Mai 1993.[7] Die katholische ist ein moderner Kirchenbau von 1985, der ein älteres Bauwerk von 1863 ersetzte. Sehenswert die Arbeiten von Theo Imboden.[8][9]
- Das unterhalb der evangelischen Kirche gelegene, 1841 errichtete und 1923 aufgestockte Gemeindebackhaus steht an der Stelle der im späten 17. Jahrhundert eingerichteten Schule. Kirchen, Gemeindehäuser und das inzwischen als Bücherei genutzte Alte Schulhaus ergänzen sich zu einem Ensemble.
- Zu den historisch bedeutsamen Gebäuden in Biberach zählen der Ehemalige Herrenhof der Familie von Klug in der Bonfelder Straße 12, auf dessen Fundamenten 1804/05 ein Wohnhaus erbaut wurde, sowie das Wohnhaus des Deutschen Ordens in der Unterlandstraße 25, letzter historischer Teil einer seit 1532 belegten Hofanlage und zeitweilig Sitz einer Spezereihandlung.

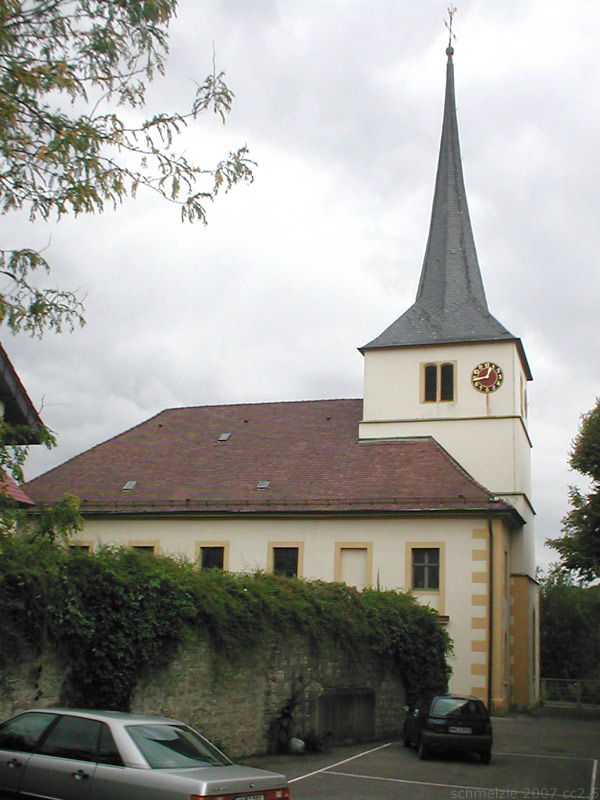
Evang. Kirche St. Cornelius und Cyprian
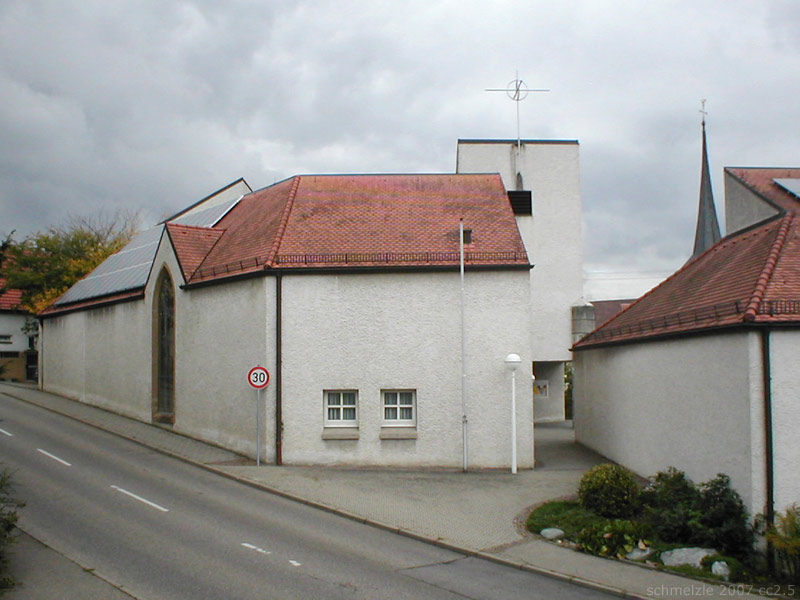
Kath. Kirche St. Cornelius und Cyprian
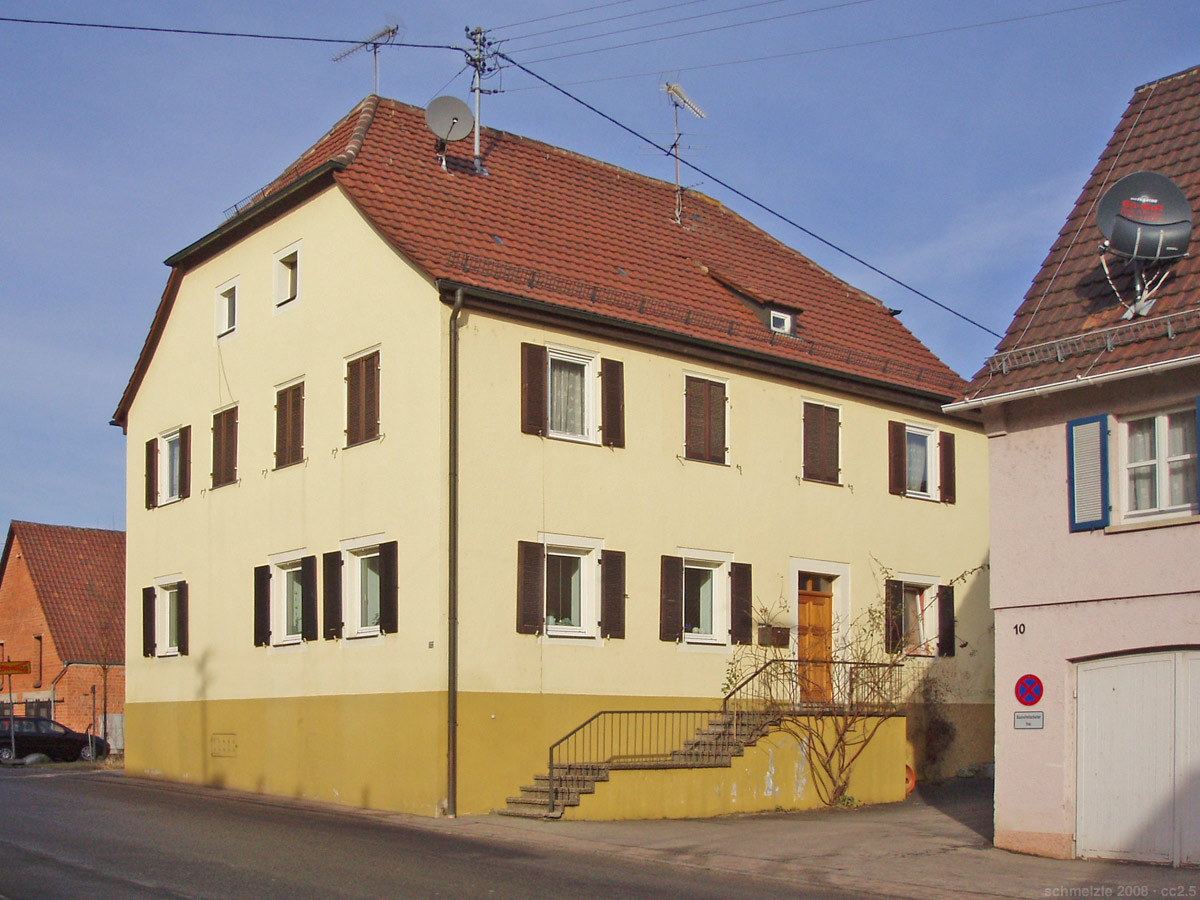
Ehem. Herrenhof

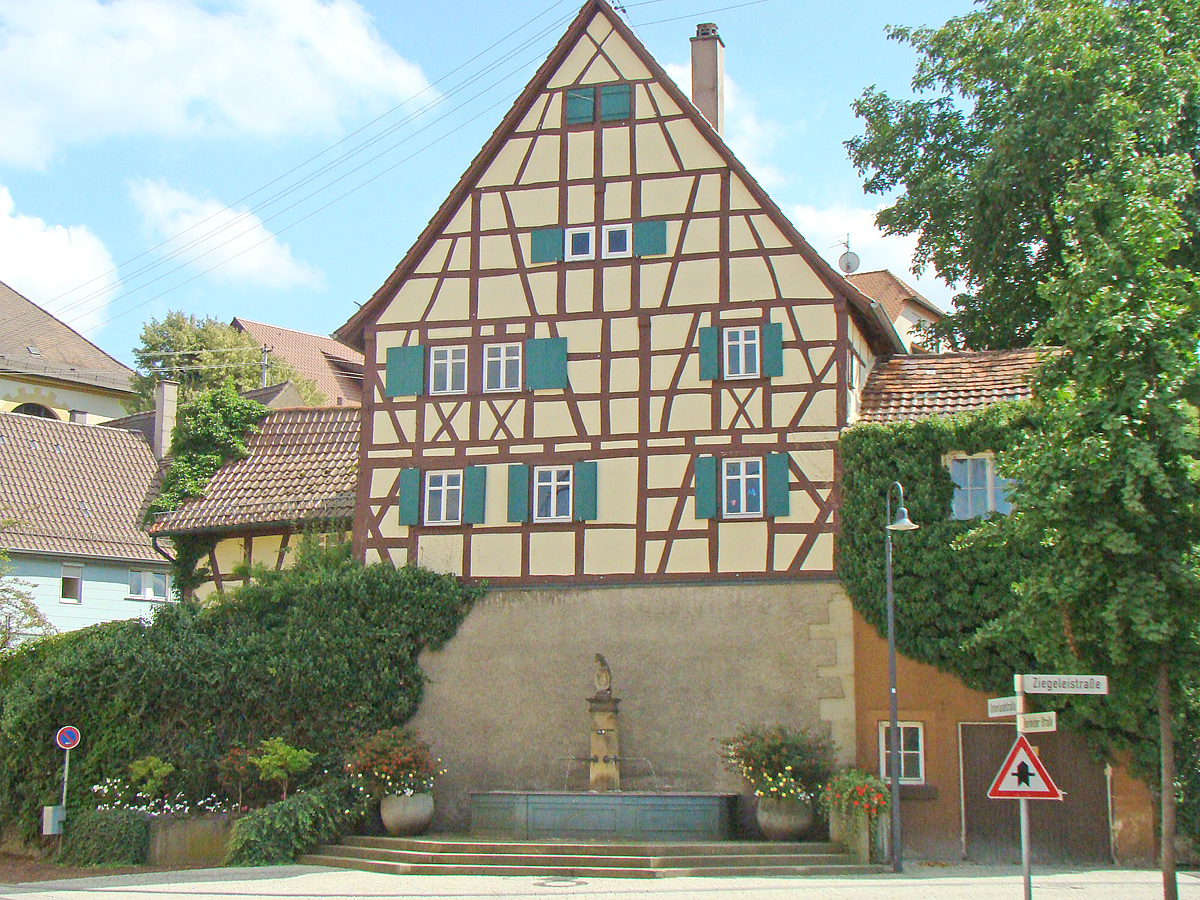
Bauernhaus Unterlandstraße 2 mit Biberbrunnen

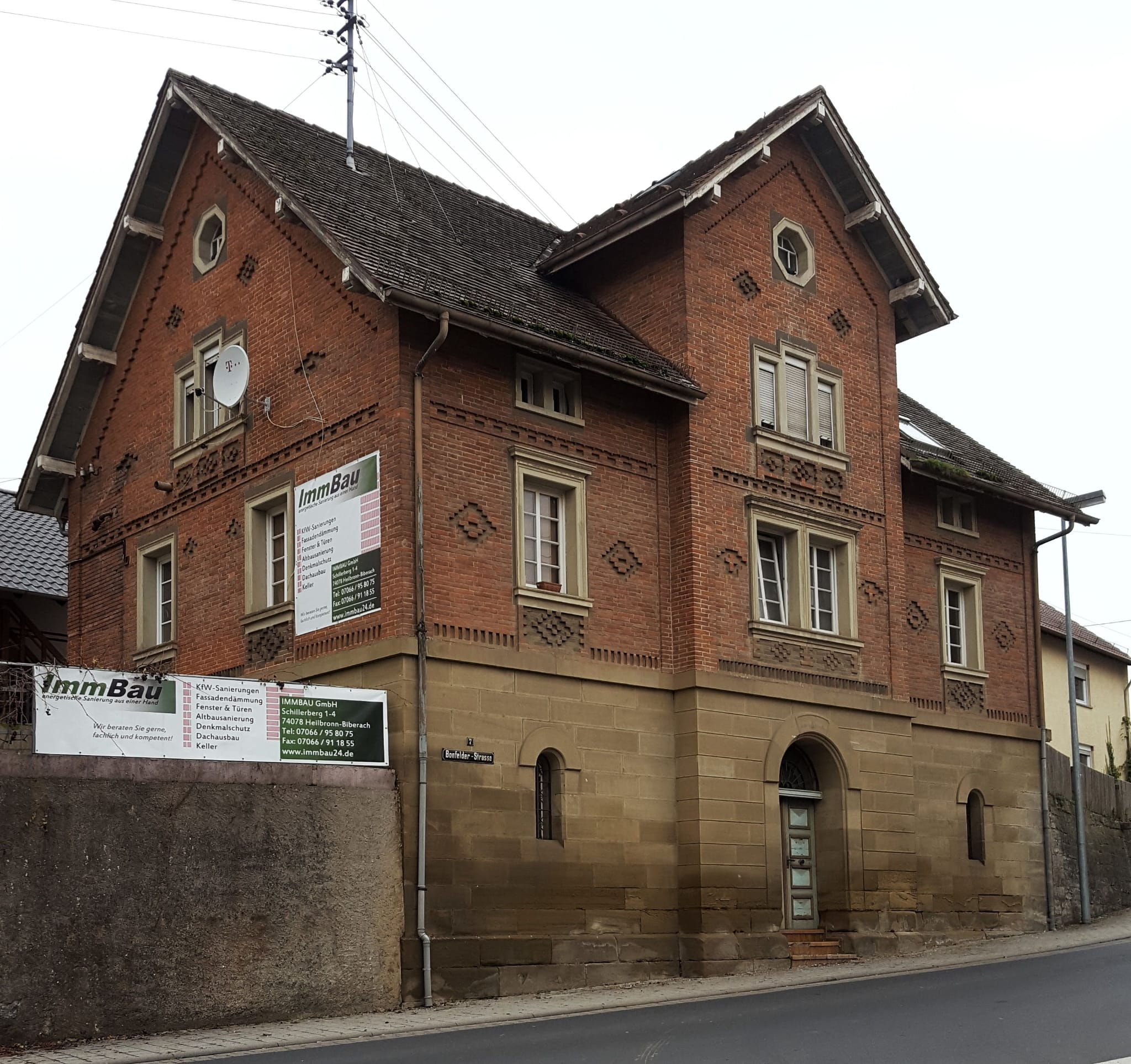
Haus Sinn.

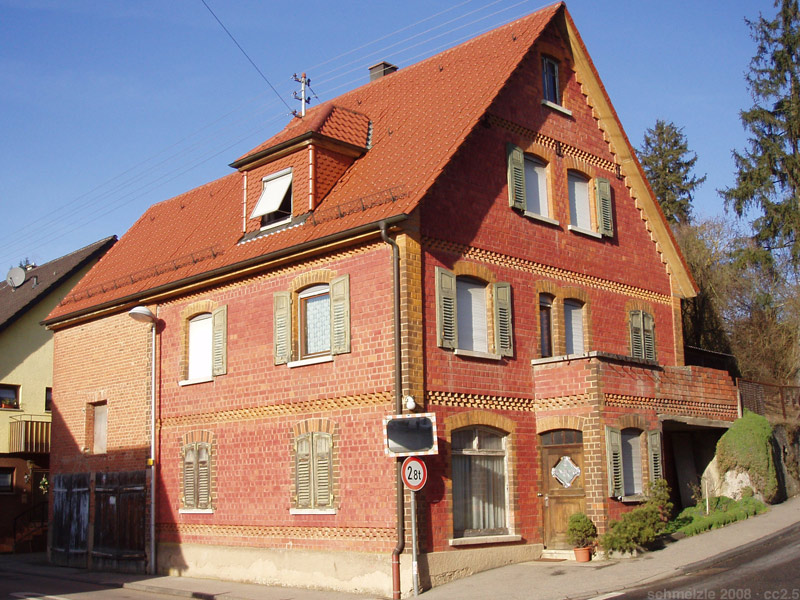
Haus Finkenbergstraße 21

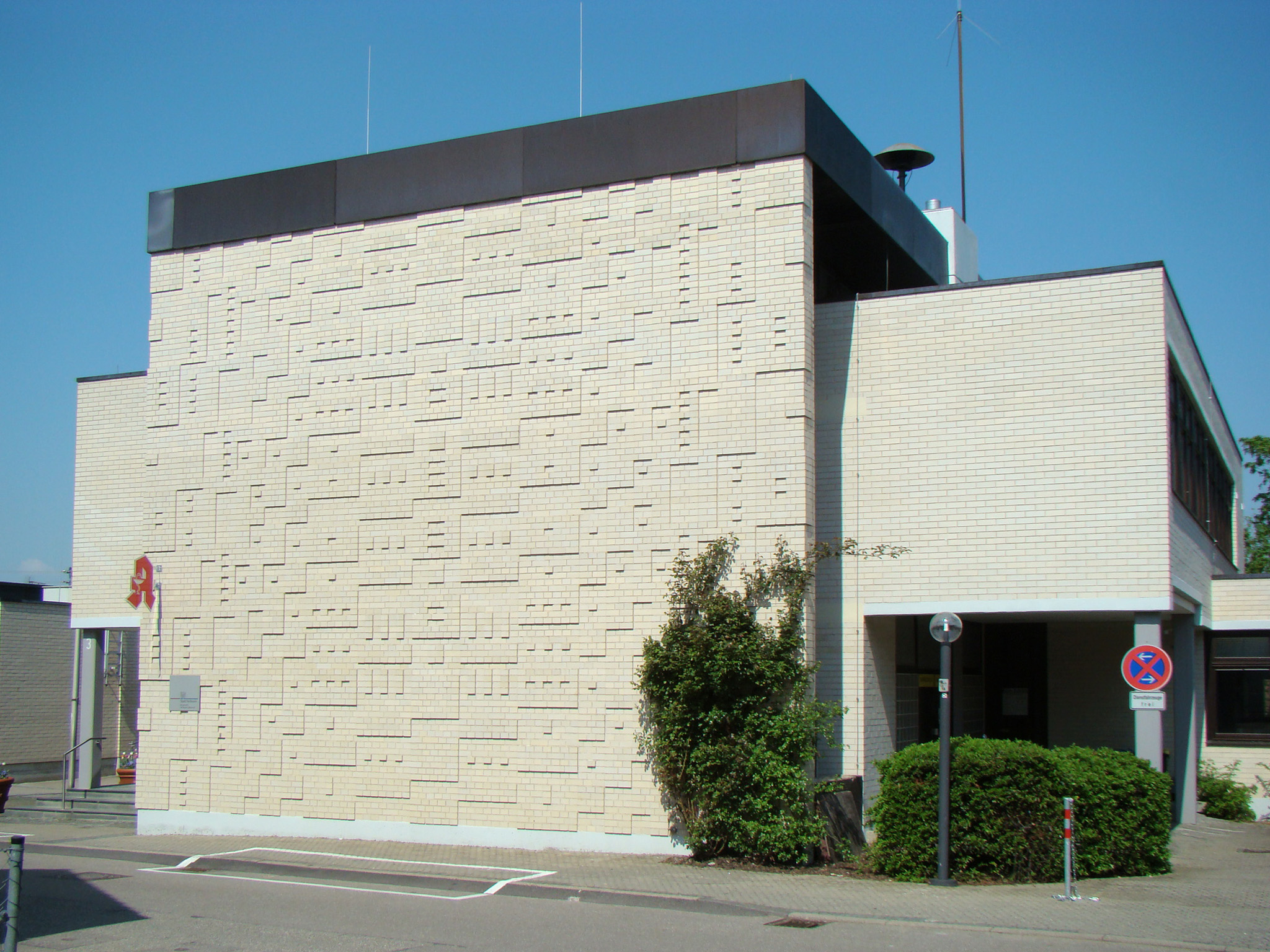
Bürgerbüro von 1976.

- Der Biberbrunnen ist seit 1689 belegt. Eine steinerne Biberfigur auf dem Brunnenstock hält das Wappen des Deutschen Ordens. Der Brunnen steht an der Giebelseite des Bauernhauses in der Unterlandstraße 2, das über einem Keller von 1580 errichtet wurde.
- In Biberach befinden sich weitere markante historische Anwesen, darunter das 1853 erbaute Gasthaus zum Rössle, das 1870 nach Plänen von Hermann Maute erbaute Haus Sinn in der Bonfelder Straße, das 1848 erbaute Haus Holloch mit Erdgeschoss-Fassade im Stil des Klassizismus sowie die Alte Post mit ihrem markanten Erker. In der Finkenbergstraße 5 ist ein auf 1784 datierter Ofenstein über der Tür vermauert. Weitere historische Gebäude gehen auf die Brauerei Halter zurück.
- Das historische Haus Finkenbergstraße 21 ist ein zweigeschossiges Gebäude in Sichtziegelbauweise mit farbig glasierten Ziegeln. Die Fassade wurde inzwischen verschalt.[10][11]
- Das zweigeschossige verputzte Fachwerkhaus aus dem 16. Jahrhundert in der Rappengasse 10 ist im Mai 2015 niedergebrannt.
- In der Rappengasse 6 wurde 2009 ein denkmalgeschütztes Wohnhaus mit Stallscheune und Kleintierstätten aus dem 17. und 18. Jahrhundert abgerissen, die Lücke wurde neu überbaut.

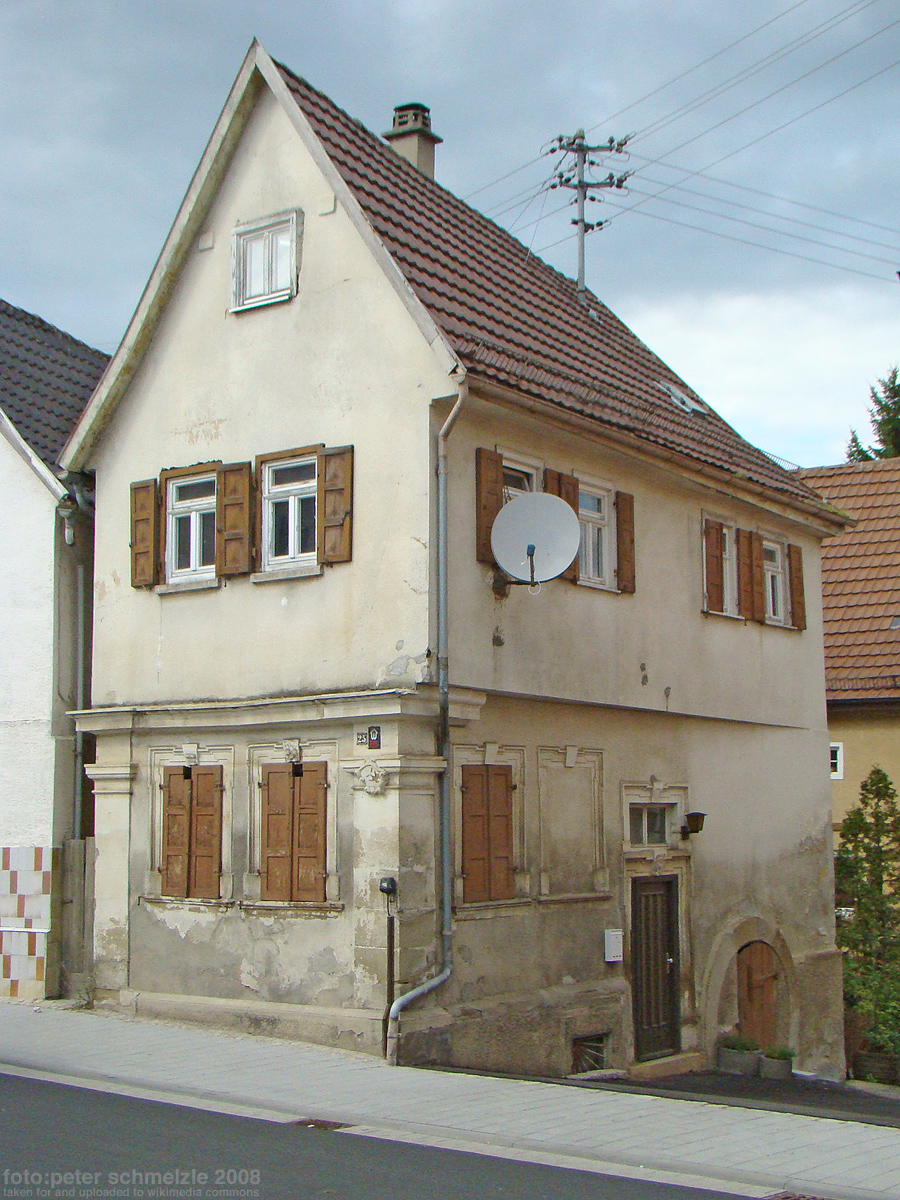
Deutschordens-Wohnhaus
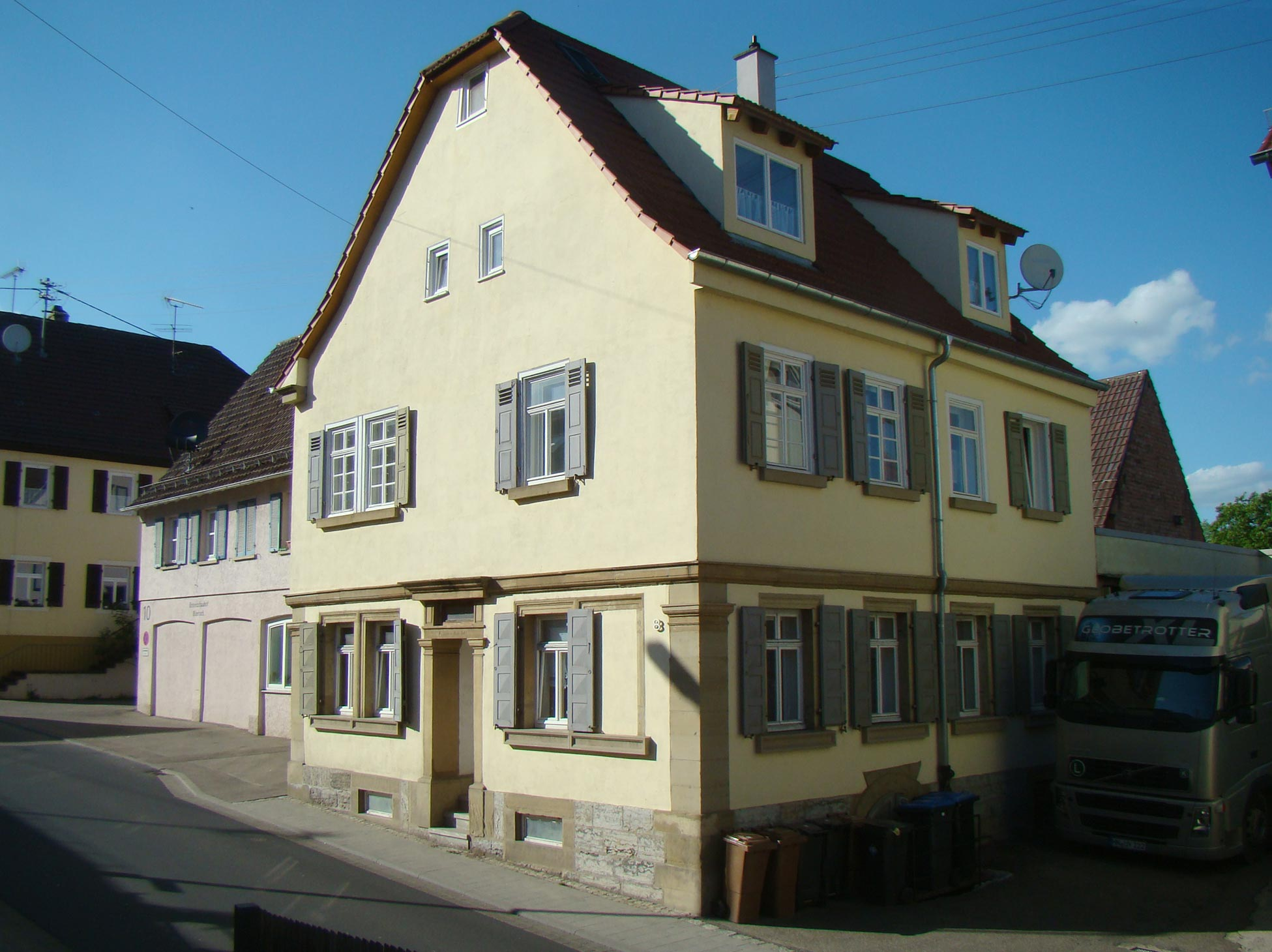
Haus Holloch
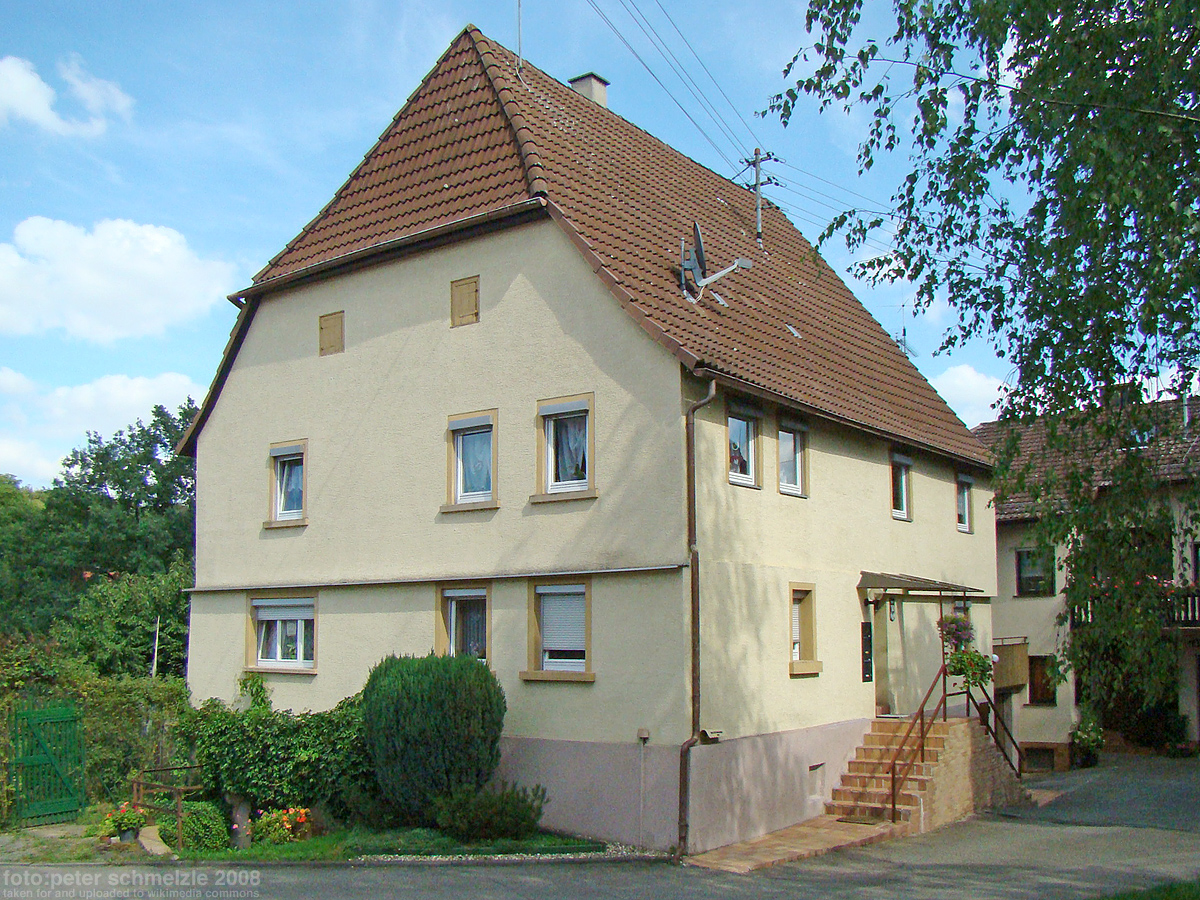
Rappengasse 10

- Die Scheuermann’sche Mühle in der Mühlgasse 13 lag an einem historischen Mühlkanal mit alter Brücke und Nebengebäude. Ein Müller wurde bereits 1516 erwähnt. Im Gebäude aus dem späten 18. Jahrhundert waren Bauteile aus dem frühen 17. Jahrhundert erhalten, an der Hausecke der Schrein einer Hausmadonna. Die Mühle und ihr Nebengebäude sind vor geraumer Zeit eingestürzt.
- Der Alte Friedhof wurde zu einem Park umgestaltet. In ihm befinden sich neben historischen Grabmälern und einem Kriegerdenkmal für die Toten des Ersten Weltkriegs auch einige historische Grenz- und Kilometersteine.
- Der 1874 errichtete Hartlesbrunnen, der von den Quellen des Kühnbach- oder auch Kimbachtales gespeist wird, ist über den Ochsenbrunnen beim Böllinger Hof mit dem Alten Wasserwerk in Heilbronn verbunden und diente lange der Heilbronner Wasserversorgung.
- Außerhalb des Ortes sind einige Weinberge ausgeschildert, die auf die einstige Bedeutung des Weinbaus für den Ort verweisen.

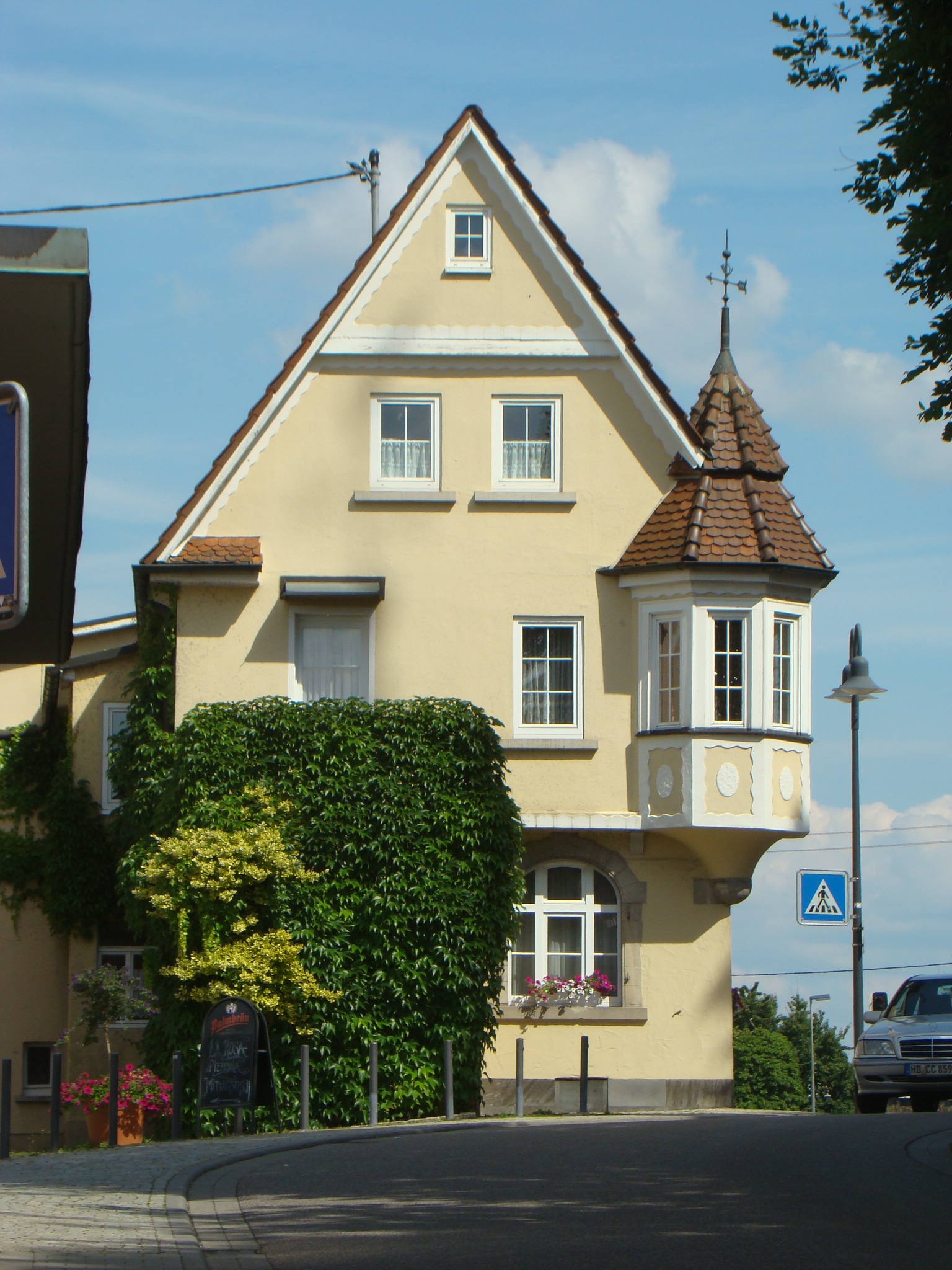
Alte Post
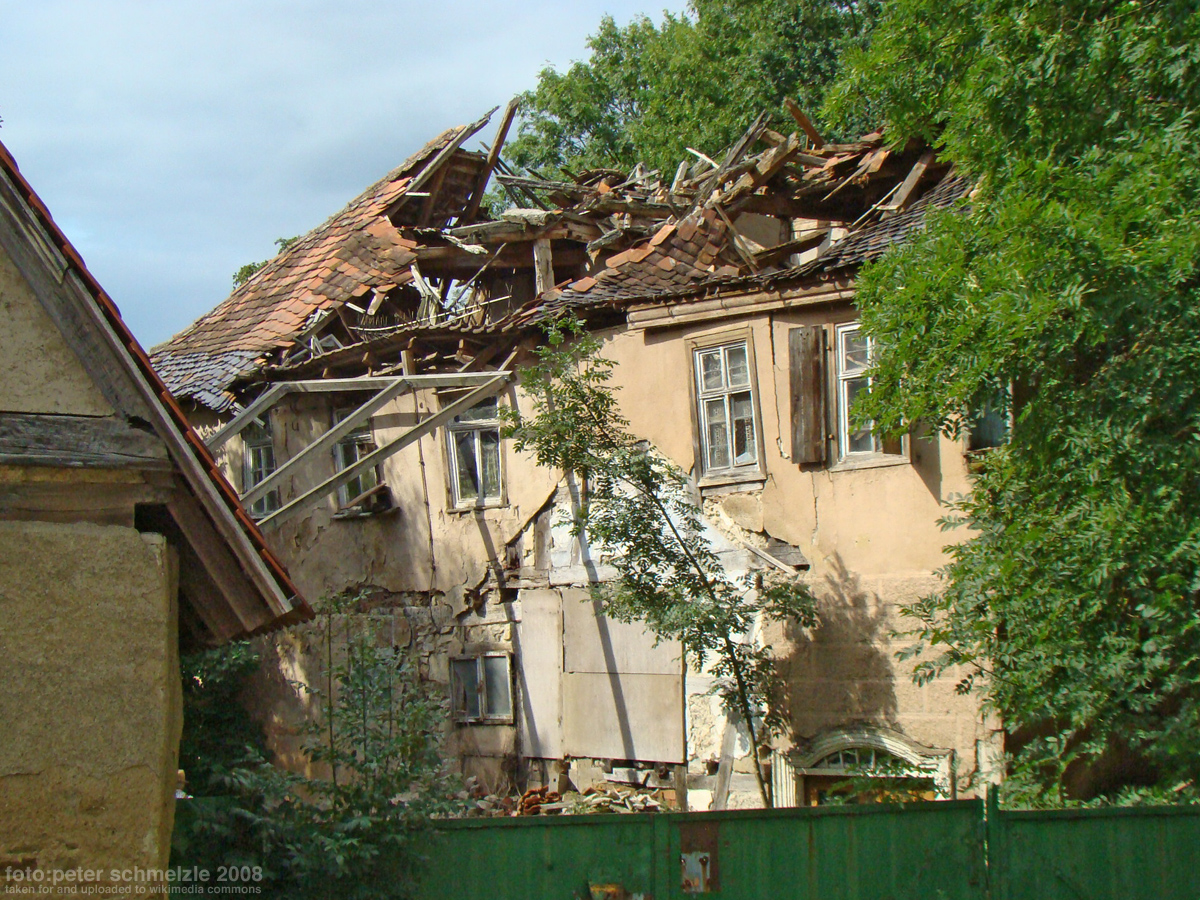
Alte Mühle
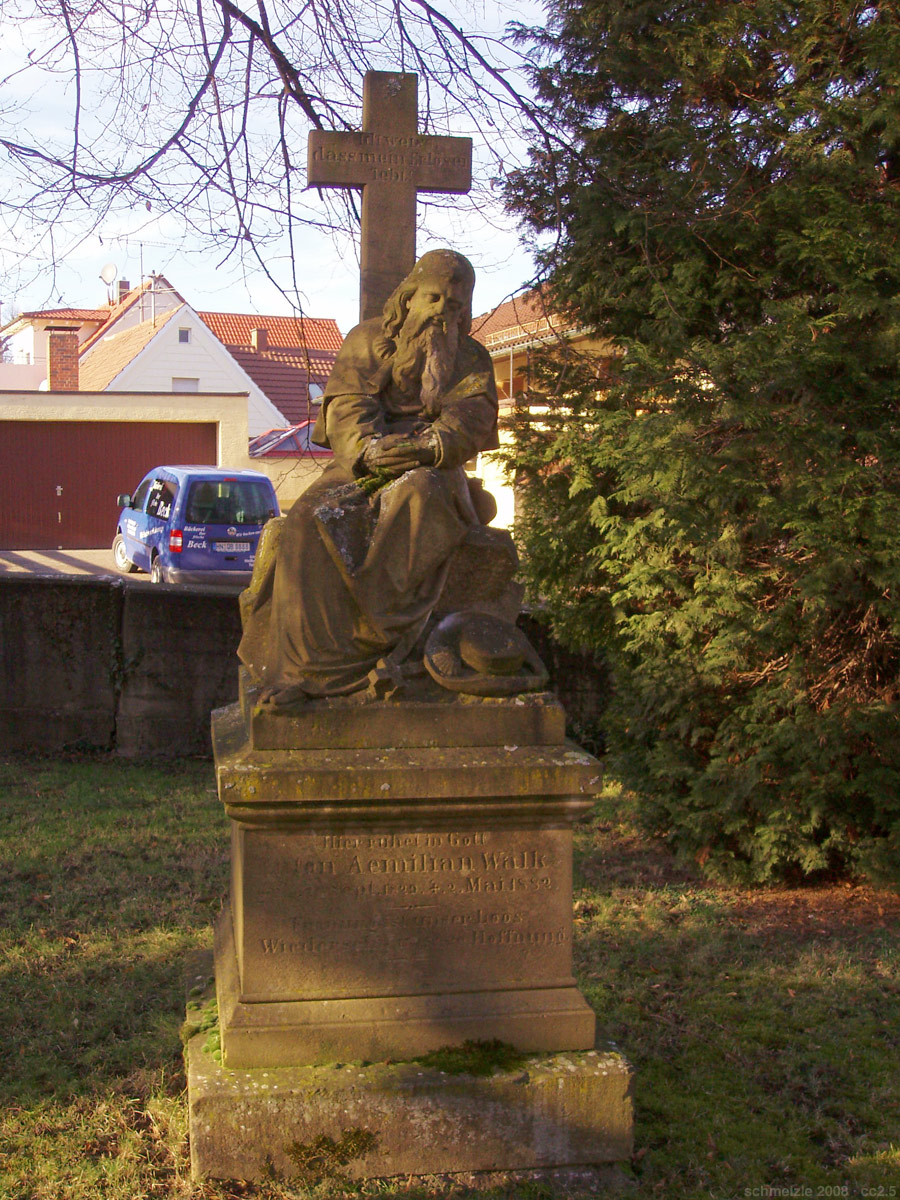
Grabmal auf dem Alten Friedhof

- 1976 wurde das Biberacher Bürgeramt erbaut. Die Fassade und das Innere gestaltete der Fleiner Bildhauer Hans Epple.[12]
- Auf der Bibersteige befindet sich ein Campus mit Schulhaus. Sport- und Festhalle, der Böllingertalhalle von 1973.[13] Der erste Spatenstich zum Bau des Hallenbads in Biberach wurde am 11. September 1974 gesetzt, am 23. Juni 1976 wurde es eingeweiht.[14]
- Auf dem Campus befindet sich auch ein moderner Biberbrunnen aus dem Jahre 1968. Eine Biberfigur, geschaffen von Hermann Koziol, auf dem Brunnenstock hält einen Riemen und steht auf einem runden Floß. Der Brunnentrog wurde inzwischen mit Brettern verschalt.[15][16]

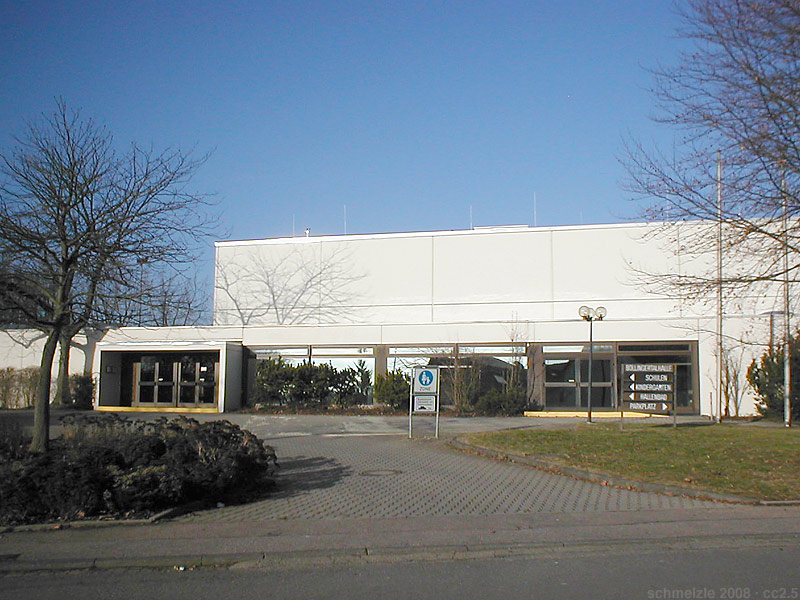
Böllingertalhalle von 1973.
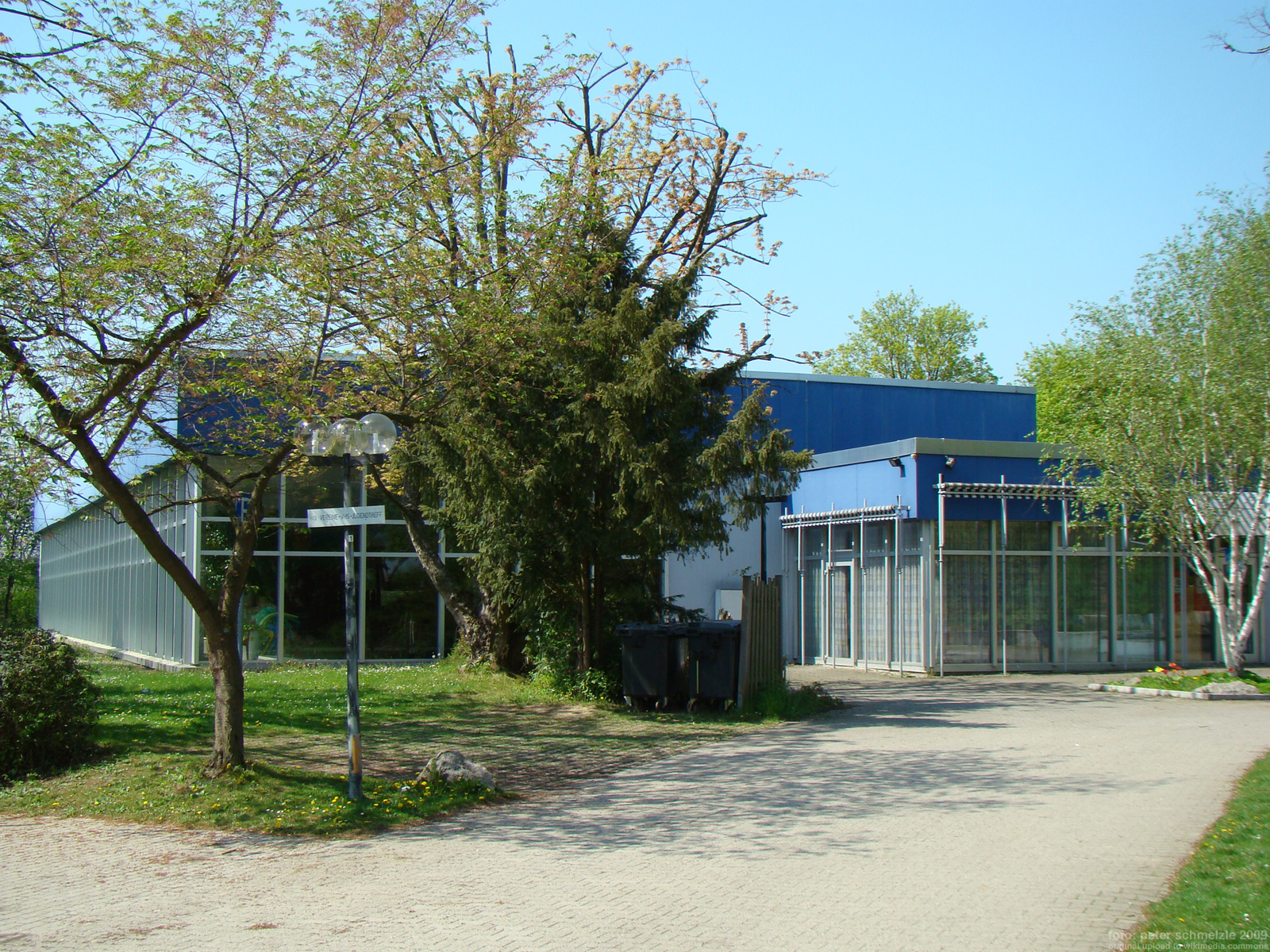
Hallenbad von 1976.
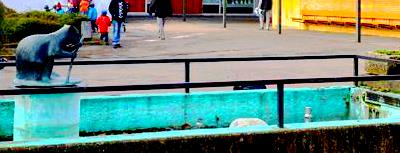
Biberbrunnen an der Bibersteige

## Persönlichkeiten
- Magister Martinus von Biberach ist angeblich 1498 in diesem Biberach gestorben
- Michael Vehe (* 1485 in Biberach; † April 1539 in Halle) war ein Mönch, Kirchenlehrer, Weihbischof und Herausgeber des ersten katholischen Gesangbuches mit Noten.
- Franz Jacob Mittnacht (* 8. Oktober 1781 in Biberach; † 1849 in Stuttgart) war Organisator der Landvermessung in Württemberg und Vater des späteren Ministerpräsidenten Herrmann Carl Friedrich Mittnacht.
- Elise Heß (* 9. Dezember 1898 in Biberach; † 9. Mai 1987 in Gundelsheim) war Hebamme, Sozialdemokratin und im Widerstand gegen den Nationalsozialismus.

## Utzname der Bevölkerung
Der Utzname der Biberacher lautet Biwwericher Stegstrecker.

## Einzelnachweise und Anmerkungen

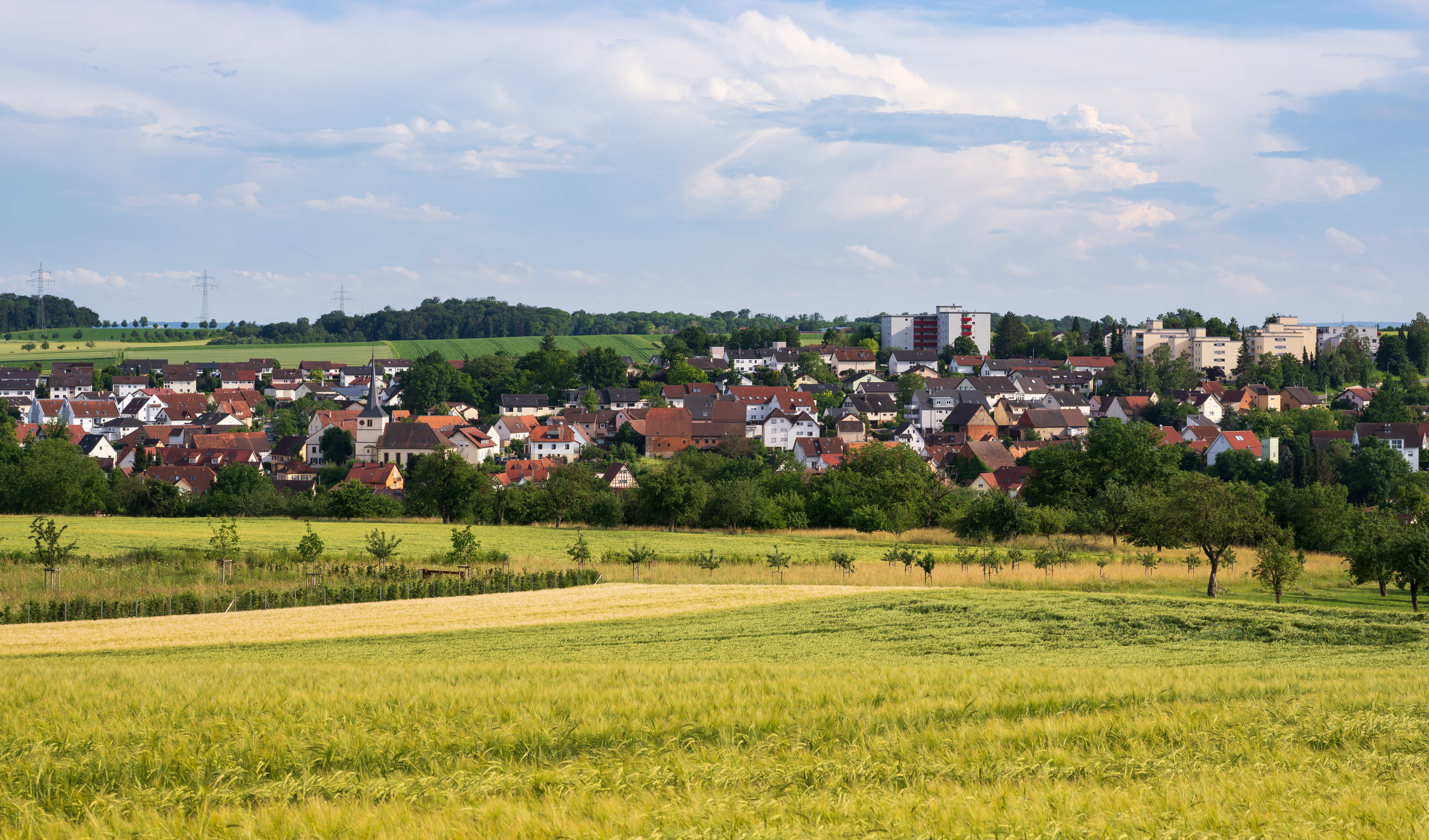
Blick auf Biberach vom Finkenberg